# Musikjahr 1765
Liste der Musikjahre

◄◄ | ◄ | 1761 | 1762 | 1763 | 1764 | Musikjahr 1765 | 1766 | 1767 | 1768 | 1769 | ► | ►►

Weitere Ereignisse
Dieser Artikel behandelt das Musikjahr 1765.

## Ereignisse

### Die Hochzeiten Josephs II. und seines Bruders Leopold

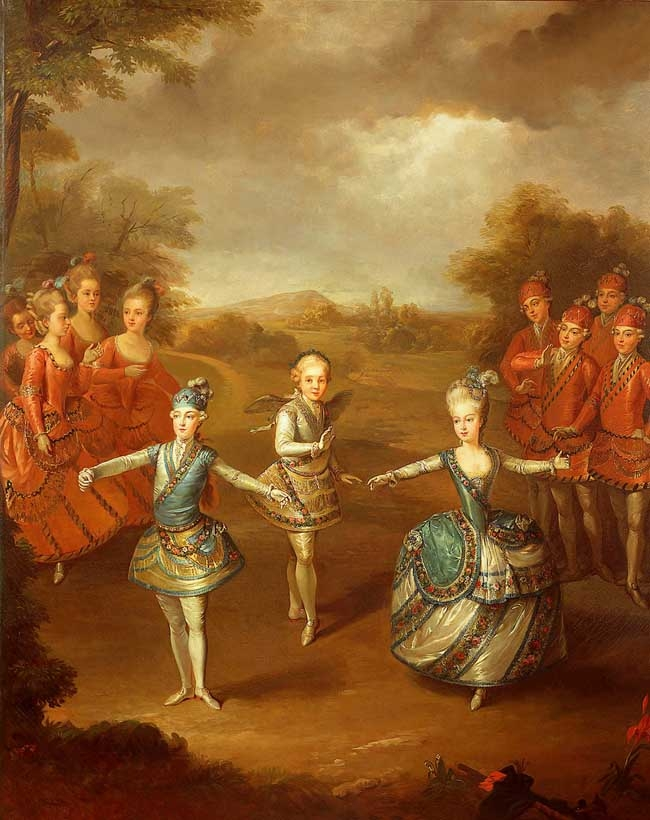
Aufführung des Balletts Le Triomphe de l’amour

- 24. Januar: Die azione teatrale Il Parnaso confuso von Christoph Willibald Gluck auf das Libretto von Pietro Metastasio wird anlässlich der Hochzeit Josephs II. mit Maria Josepha von Bayern von den Geschwistern Josephs im Salon de Bataille von Schloss Schönbrunn in Wien uraufgeführt. Maria Amalia spielt darin den Apollon, Maria Elisabeth die Muse Melpomene, Maria Karolina die Erato und Maria Josepha die Euterpe. Ihr Bruder Leopold leitet die Aufführung vom Cembalo aus. Anschließend wird von den drei jüngsten Kindern ein kleines Ballett mit dem Titel Le Triomphe de l’amour aufgeführt, in dem Ferdinand und Maria Antonia ein Schäferpaar geben, während Maximilian den Amor spielt. Am folgenden Tag kommt mit einem professionellen Ensemble eine weitere azione teatrale Metastasios mit dem Titel Il trionfo d’Amore zur Aufführung. Die Musik der beiden letztgenannten Werke stammt von Florian Leopold Gassmann. Am 30. Januar folgt schließlich eine Aufführung von Glucks Oper Telemaco ossia L’isola di Circe.
- Von allen diesen Stücken erzielt Il Parnaso confuso den größten Erfolg. Gleich im Anschluss an dessen Uraufführung erhalten Gluck und Metastasio den Auftrag für ein neues Werk für den Namenstag des Kaisers Franz I. Stephan am 4. Oktober. Metastasio liefert das fertige Manuskript für La corona bereits am 19. April ab und reicht es zum Druck ein. Gluck beginnt vermutlich direkt anschließend mit der Komposition, die Anfang Juni beendet ist. Durch den unerwarteten Tod des Kaisers am 18. August in Innsbruck kommt es jedoch nicht zu der geplanten Aufführung.

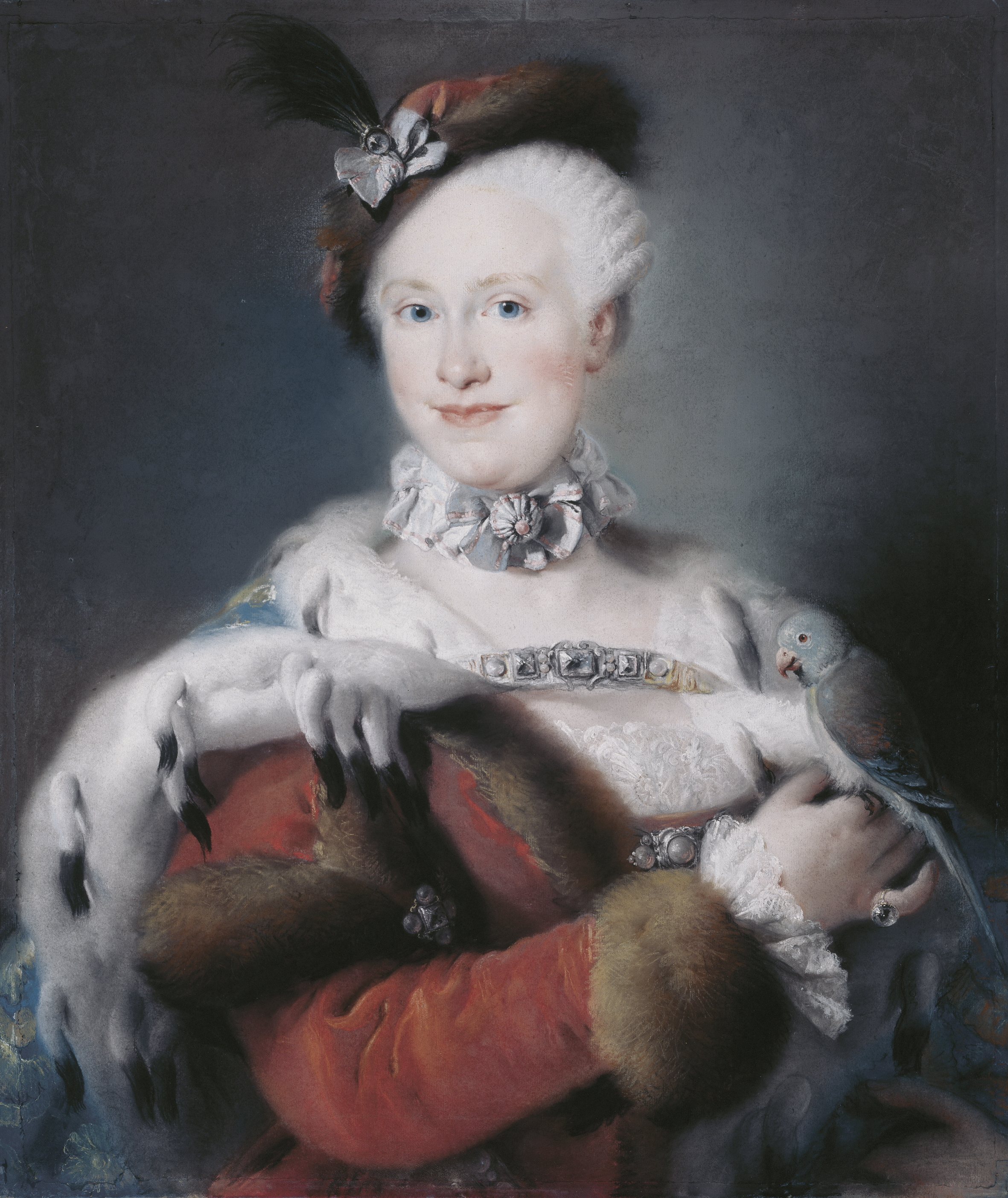
Maria Ludovica vor ihrer Hochzeit

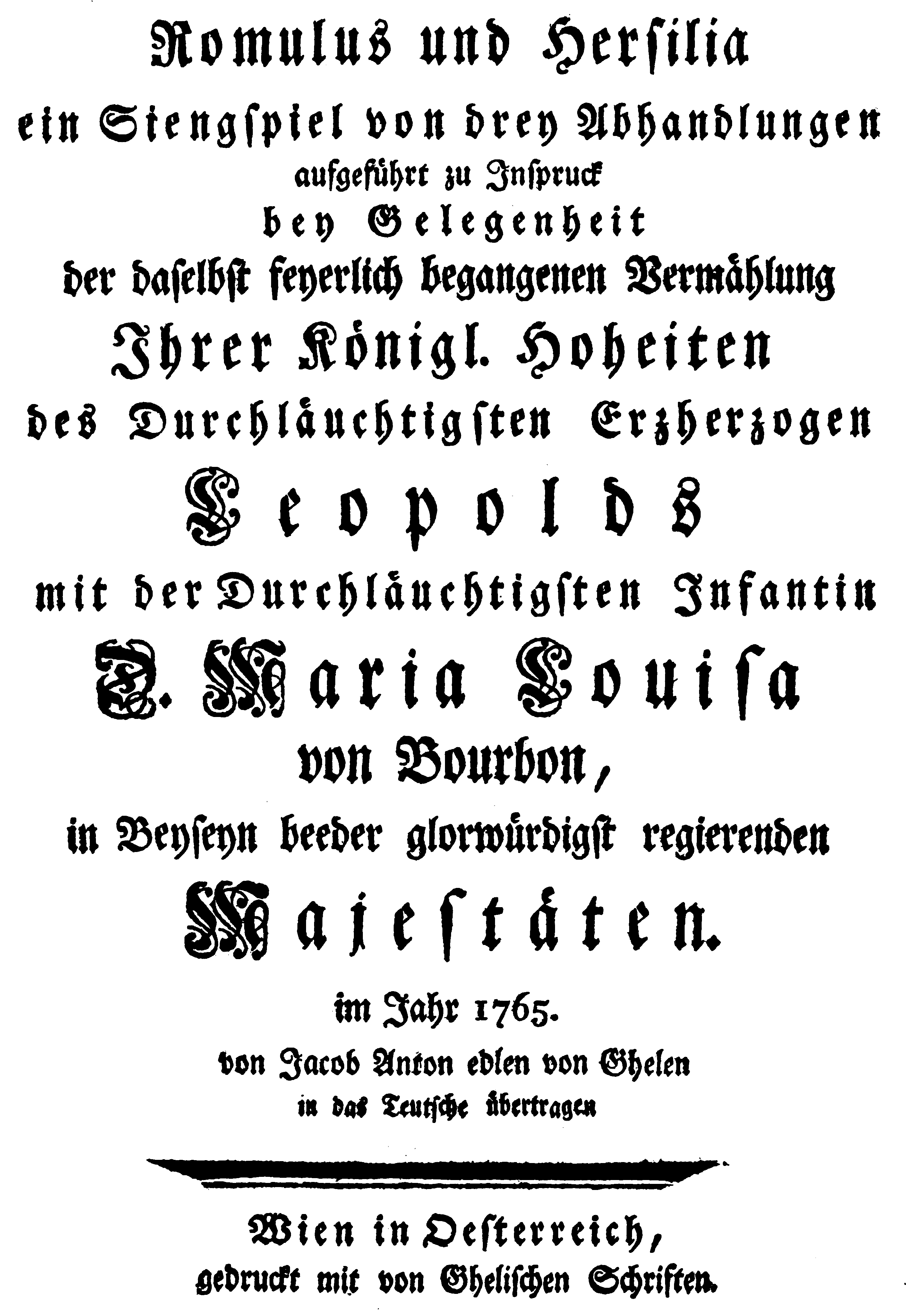
Romulus und Hersilia, Titelseite des Librettos

- 06. August: Die von der österreichischen Erzherzogin Maria Theresia zur Hochzeit ihres Sohnes Leopold mit Infantin Maria Ludovica von Spanien in Auftrag gegebene Oper Romolo ed Ersilia von Johann Adolph Hasse auf ein Libretto von Pietro Metastasio hat ihre Uraufführung am Hoftheater in Innsbruck. Die Sopranistin Anna Lucia De Amicis singt die Rolle der Ersilia.

### Die Konzertreise der Mozarts

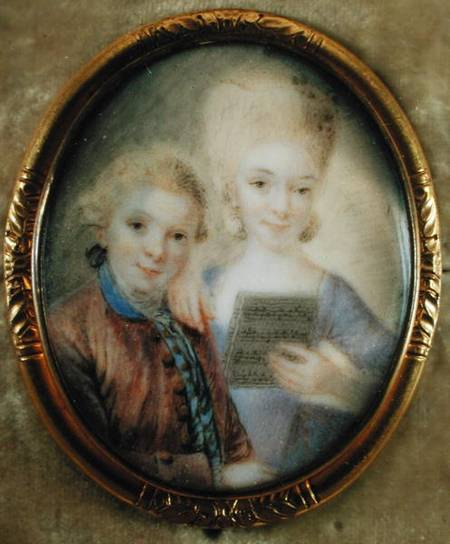
Wolferl und Nannerl um 1765

- Anfang des Jahres: Wolfgang Amadeus Mozart komponiert während seines Aufenthalts in London die Sinfonie in F-Dur. Sie wird vermutlich als Eröffnungsstück für eines der Konzerte am 21. Februar oder am 13. Mai im Haymarket Theatre uraufgeführt.
- 21. Februar: In London wird Wolfgang Amadeus Mozarts 1. Sinfonie uraufgeführt. Eine weitere Aufführung erfolgt beim Londoner Abschiedskonzert der Mozarts am 13. Mai. In London komponiert Mozart weiters die 4. Sinfonie. (Die als 2. und 3. Sinfonie anfänglich in Mozarts Werkverzeichnis aufgenommenen Sinfonien stammen in Wirklichkeit von anderen Komponisten.)
- 10. September: Die Mozarts erreichen auf ihrer Europatournee Den Haag, wo Wolfgang Amadeus Mozart seine 5. Sinfonie komponiert, die im Dezember zur Uraufführung gelangt. Wolferls Schwester Nannerl erkrankt in dieser Zeit schwer an Typhus und kann nicht an den Konzerten in Den Haag teilnehmen. Am 21. Oktober erhält sie die Sterbesakramente, erholt sich jedoch bis Ende des Monats. Danach erkrankt auch Wolferl. Erst Mitte Dezember sind beide Kinder wieder auf den Beinen.

### Weitere Uraufführungen
- 31. Januar: Samuel Arnolds erste Oper The Maid of the Mill hat ihre Uraufführung im Covent Garden in London und erringt die bleibende Gunst des Publikums.
- 27. Februar: Uraufführung der Oper Tom Jones von François-André Danican Philidor im Théâtre-Italien in Paris.

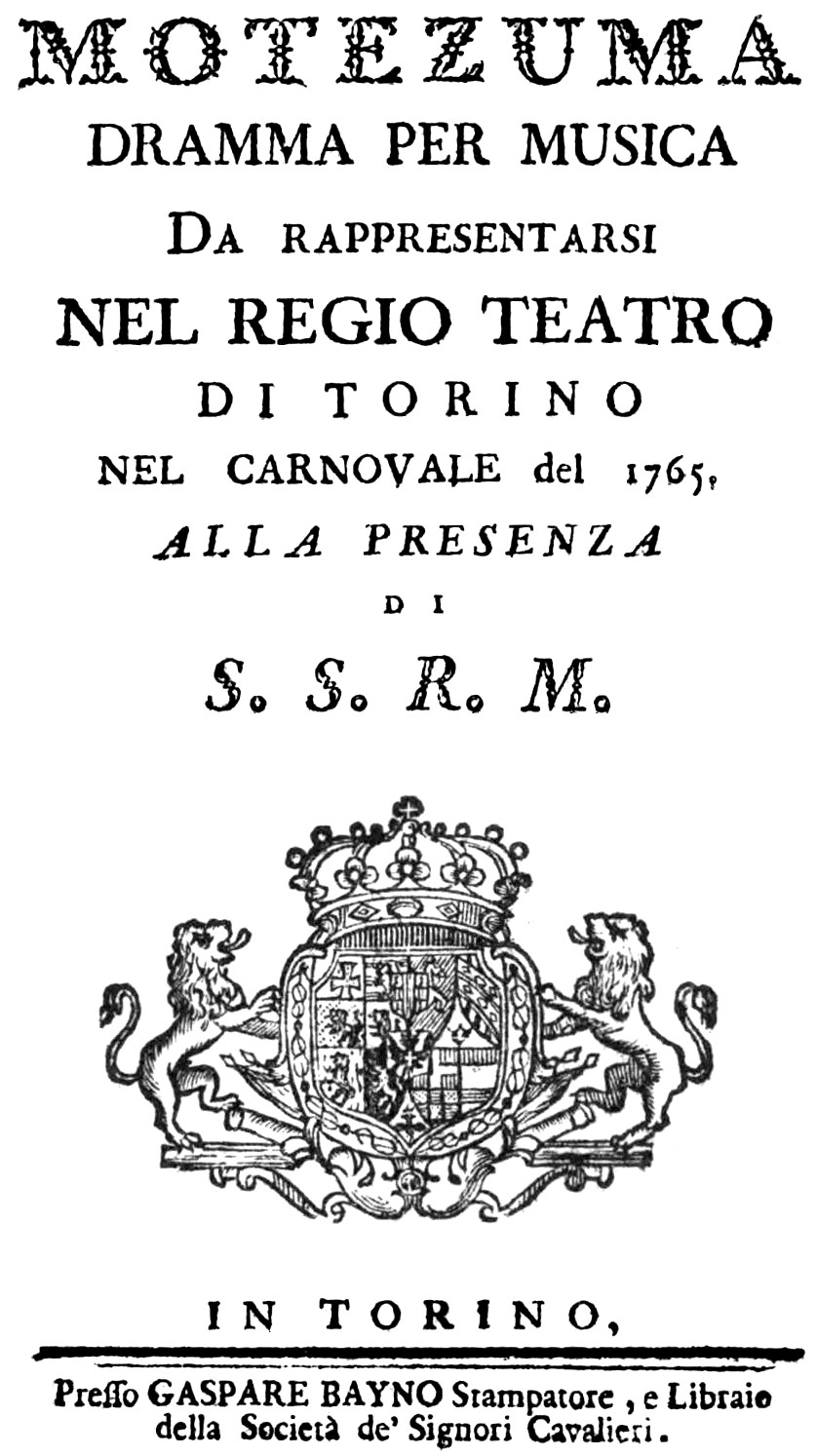
Titelseite des Librettos von 1765

- 03. März: Die Oper Il re pastore von Felice Giardini auf ein Libretto von Pietro Metastasio hat ihre Uraufführung am King’s Theatre am Haymarket in London.
- 16. März: Die Uraufführung der komischen Oper Le Tonnelier von François-Joseph Gossec erfolgt an der Comédie Italienne in Paris.
- 27. Juni: Die Uraufführung der komischen Oper Le Faux Lord von François-Joseph Gossec erfolgt an der Comédie Italienne in Paris.
- 26. Oktober: Uraufführung der Opéra-comique La fée Urgèle von Egidio Duni auf ein Libretto von Charles-Simon Favart im Schloss Fontainebleau.
- Die Oper Motezuma von Gian Francesco de Majo auf ein Libretto von Vittorio Amedeo Cigna-Santi nach der Historia de la conquista de México von Antonio de Solís hat ihre Uraufführung in der Karneval-Saison am Teatro Regio in Turin.

### Weitere Ereignisse
- Joseph Haydn komponiert im Laufe des Jahres die Sinfonien 29, 30 und 31 und zum Jahreswechsel die 28. Sinfonie.
- Der Cudesch da Schlarigna, ein Gesangbuch von Gian Battista Frizzoni erscheint in Celerina/Schlarigna. Das Werk in Putér bildet einen Höhepunkt des Kirchenliedes in rätoromanischer Sprache.

### Weitere Kompositionen
- Joseph Haydn: 30. Sinfonie C-Dur Hob I:30

## Geboren

### Geburtsdatum gesichert
- 08. Februar: Joseph von Eybler, österreichischer Komponist und Schüler Mozarts († 1846)
- 16. März: Georg Gessner, Schweizer reformierter Theologe, Kirchenlieddichter und Geistlicher († 1843)
- 22. März: František Josef Dusík, böhmischer Komponist († nach 1816)
- 02. April: Chrysologus Heimes, deutscher Franziskanerpater, Organist, Orgelsachverständiger und Komponist († 1835)
- 13. Juni: Anton Eberl, österreichischer Komponist und Pianist († 1807)
- 28. August (getauft): Jacob Friedrich Friese, deutscher Schulmeister, Organist und Orgelbauer († 1833)
- 02. September: Barbara Ployer, österreichische Pianistin († 1811)
- 16. Oktober: Frédéric Duvernoy, französischer Hornist, Komponist und Musikpädagoge († 1838)
- 22. Oktober: Daniel Steibelt, deutscher Pianist und Komponist († 1823)
- 26. Oktober: Jakub Jan Ryba, böhmischer Lehrer, Kantor und Komponist († 1815)
- 27. Oktober: Nancy Storace, italienisch-britische Sopranistin († 1817)
- 14. November: François-Antoine Jecker, französischer Instrumentenbauer († 1834)
- 20. November: Friedrich Heinrich Himmel, deutscher Komponist und Pianist († 1814)
- 27. November: Bernard Sarrette, französischer Dirigent und Musikpädagoge († 1858)
- 08. Dezember: Friedrich von Schlichtegroll, deutscher Philologe, Numismatiker und Archäologe, erster Biograph Mozarts († 1822)
- 27. Dezember: Elizabeth Billington, deutschstämmige britische Opernsängerin († 1818)

### Genaues Geburtsdatum unbekannt
- Joseph Baader, deutscher Kirchenmusiker († nach 1817)
- Jean Emanuel Bliesener, Violinist und Komponist († 1842)
- Michel-Joseph Gebauer, französischer Komponist, Professor und Oboist († 1812)
- Alexander Juhan, US-amerikanischer Komponist, Pianist und Dirigent († 1845)
- Stanislaus Ossowski, Musiker und Komponist († 1802)
- Andreas Ubhauser, deutscher Orgelbauer († 1822)

## Gestorben

### Todesdatum gesichert
- 04. Januar: Joseph Franz Xaver Dominik Stalder, Schweizer Komponist (* 1725)

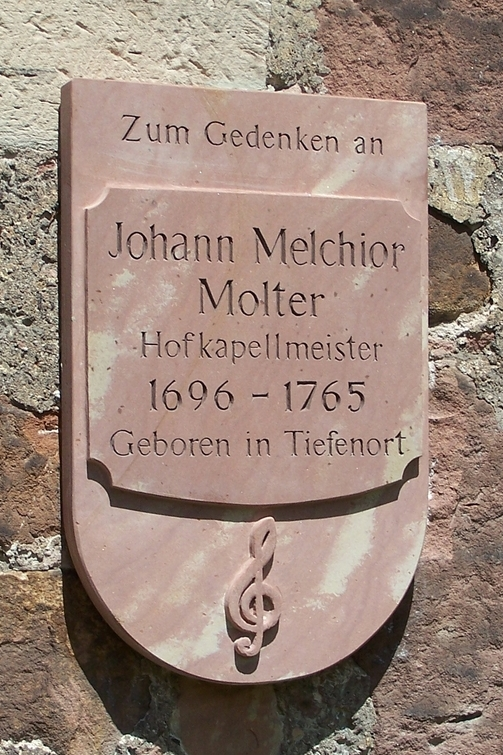
Gedenktafel an Molter in Tiefenort

- 12. Januar: Johann Melchior Molter, deutscher Komponist und Kapellmeister (* 1696)
- 15. Januar: Carlmann Kolb, deutscher Komponist und Organist (* 1703)
- 19. Januar: Johan Agrell, schwedischer Komponist und Kapellmeister (* 1701)
- 09. Februar: Elisabetta de Gambarini, englische Komponistin, Mezzosopranistin, Organistin, Cembalistin, Pianistin, Orchester-Dirigentin und Malerin (* 1730)
- 05. März: Johann Georg Rohrer, elsässischer Orgelbauer (* 1686)
- 16. März: Johann Georg Mohte, Instrumentenbauer (* um 1690)
- 20. März: Paolo Antonio Rolli, italienischer Dichter und Librettist (* 1687)
- 26. April: Johann Michael Zink, deutscher Maler und Musiker (* 1694)
- 05. Mai: August Friedrich Graun, deutscher Kantor und Komponist (* 1698 oder 1699)
- 00. Mai: José de Orejón y Aparicio, peruanischer Komponist (* um 1705)
- 06. Juli: Ferdinand Zellbell, schwedischer Komponist (* 1689)
- 09. Juli: Caspar König, deutscher Orgelbauer (* 1675)
- 26. November: François-Armand Huguet, französischer Schauspieler und Librettist (* 1699)
- 12. Dezember: Anton Richter, österreichischer Orgelbauer (* 1688)
- 17. Dezember: Conrad Friedrich Hurlebusch, deutscher Komponist (* 1691)
- 21. Dezember: Andreas Mitterreither, österreichischer Orgelbauer (* 1688)

### Genaues Todesdatum unbekannt
- John Hebden, englischer Fagottist, Gambist, Cellist und Komponist (* 1712)
- Manuel Joseph de Quirós, guatemaltekischer Komponist und Kapellmeister (* um 1690)

### Gestorben um 1765
- Paul Charles Durant, deutscher Komponist und Lautenist (* 1712)
- Santo Lapis, italienischer Komponist (* 1699)
- Nicola Bonifacio Logroscino, italienischer Komponist und Kapellmeister (* 1698)

### Gestorben nach 1765
- Johannes Schmid von Grüneck, Schweizer Glockengiesser in Chur (* um 1700)